# Burkeville
Burkeville es una localidad del Condado de Nottoway, Virginia, Estados Unidos. Según el censo de 2000 tenía una población de 489 habitantes y una densidad de población de 186.9 hab/km².

## Demografía
Según el censo de 2000, había 489 personas, 206 hogares y 134 familias residiendo en la localidad. La densidad de población era de 186,9 hab./km². Había 248 viviendas con una densidad media de 94,8 viviendas/km². El 62,78% de los habitantes eran blancos, el 34,76% afroamericanos, el 1,02% de otras razas y el 1,43% pertenecía a dos o más razas. El 1,43% de la población eran hispanos o latinos de cualquier raza.
Según el censo, de los 206 hogares en el 27,7% había menores de 18 años, el 43,7% pertenecía a parejas casadas, el 18,4% tenía a una mujer como cabeza de familia y el 34,5% no eran familias. El 30,6% de los hogares estaba compuesto por un único individuo y el 16,0% pertenecía a alguien mayor de 65 años viviendo solo. El tamaño promedio de los hogares era de 2,37 personas y el de las familias de 2,95.
La población estaba distribuida en un 23,3% de habitantes menores de 18 años, un 8,8% entre 18 y 24 años, un 25,2% de 25 a 44, un 24,1% de 45 a 64 y un 18,6% de 65 años o mayores. La media de edad era 40 años. Por cada 100 mujeres había 91,8 hombres. Por cada 100 mujeres de 18 años o más, había 90,4 hombres.
Los ingresos medios por hogar en la localidad eran de 29.821 dólares ($) y los ingresos medios por familia eran 39.688 $. Los hombres tenían unos ingresos medios de 23.542 $ frente a los 21.442 $ para las mujeres. La renta per cápita para la ciudad era de 15.947 $. El 12,3% de la población y el 7,8% de las familias estaban por debajo del umbral de pobreza. El 16,1% de los menores de 18 años y el 8,7% de los habitantes de 65 años o más vivían por debajo del umbral de pobreza.

## Geografía
Según la Oficina del Censo de los Estados Unidos, la localidad tiene un área total de 2,6 km², todos ellos correspondientes a tierra firme.